# Josef Koreš (voják)
Plk. Josef Koreš (22. února 1896 Vodňanské Svobodné Hory – ?) byl československý legionář, důstojník a příslušník československé zahraniční armády.

## Život

### Před první světovou válkou
Josef Koreš se narodil 22. února 1896 ve vodňanské osadě Svobodné Hory v rodině rolníka Václava Koreše a Růženy, rozené Jiranové. V roce 1906 po absolvování plzeňské obchodní akademie začal pracovat jako bankovní úředník. V roce 1907 nastoupil prezenční vojenskou službu, v jejím rámci absolvoval důstojnickou školu a stal se vojákem z povolání.

### První světová válka
Po vypuknutí první světové války velel Josef Koreš kulometné rotě na srbské frontě, kde byl i raněn. V roce 1915 byl odvelen na frontu ruskou opět na funkci velitele roty. I zde byl raněn, po vyléčení byl odeslán na frontu italskou. Zde rovněž velel kulometné rotě a onemocněl tyfem[nepřesný odkaz]. Po vyléčení byl v roce 1916 odvelen do Rumunska, kde padl do zajetí. V únoru 1917 se přihlásil do Československých legií a v červenci vstoupil do srbských dobrovolnických jednotek. Zúčastnil se bojů o Murmanskou dráhu. V roce 1919 se přes Francii vrátil v hodnosti nadporučíka do Československa.

### Mezi světovými válkami
Josef Koreš zůstal po skončení první světové války v armádní službě. Kariérně stoupal, sloužil postupně v Praze, Plzni, Liberci, opět Plzni, Užhorodu a Mostě. Během Všeobecné mobilizace v roce 1938 velel pěšímu pluku v Kremnici. Dosáhl hodnosti plukovníka.

### Druhá světová válka
Po německé okupaci v březnu 1939 odešel Josef Koreš do zahraničí a 30. června 1939 vstoupil v Palestině do československé zahraniční armády. V listopadu téhož roku se stal velitelem tamního výcvikového střediska, od dubna 1940 působil u československé vojenské mise v Jeruzalémě. Od dubna 1943 opět velel výcvikovému středisku, v červnu téhož roku byl převelen do Velké Británie na funkci předsedy kárného výboru Ministerstva národní obrany.

## Vyznamenání
- Československá revoluční medaile
- Československá medaile Vítězství
- Řád sv. Stanislava III. stupně
- Československý válečný kříž 1939
- 1944 Československá medaile za zásluhy I. stupně